# Stati della Repubblica di Weimar

La Repubblica di Weimar nel 1930

Allo scoppio della prima guerra mondiale, gli Stati che componevano l'Impero tedesco erano ventidue monarchie (quattro regni, fra cui spiccava la Prussia, sei granducati, cinque ducati, sette principati), tre città-Stato e un Territorio imperiale, l'Alsazia-Lorena. Dopo la rivoluzione di novembre e la costituzione della Repubblica gli Stati federati (Länder, al singolare Land) adottarono un ordinamento repubblicano, mentre l'Alsazia-Lorena tornò alla Francia in forza del trattato di Versailles. I ducati ernestini continuarono ad esistere come repubbliche prima di essere uniti alla Turingia, tranne la Sassonia-Coburgo-Gotha, che venne unita alla Baviera.

## ILänder
| Stato                                       | Stato                                              | Capitale          |
| ------------------------------------------- | -------------------------------------------------- | ----------------- |
|                                             | Anhalt                                             | Dessau            |
|                                             | Baden                                              | Karlsruhe         |
|                                             | Baviera (Bayern)                                   | Monaco di Baviera |
|                                             | Brunswick (Braunschweig)                           | Braunschweig      |
|                                             | Assia (Hessen / Hessen-Darmstadt)                  | Darmstadt         |
|                                             | Lippe                                              | Detmold           |
|                                             | Mecklenburg-Schwerin                               | Schwerin          |
|                                             | Mecklenburg-Strelitz                               | Neustrelitz       |
|                                             | Oldenburg                                          | Oldenburg         |
|                                             | Prussia (Preußen)                                  | Berlino           |
|                                             | Sassonia (Sachsen-Coburg)                          | Coburgo           |
|                                             | Sassonia (Sachsen)                                 | Dresda            |
|                                             | Schaumburg-Lippe                                   | Bückeburg         |
|                                             | Turingia (Thüringen) - dal 1920                    | Weimar            |
|                                             | Waldeck-Pyrmont                                    | Bad Arolsen       |
|                                             | Württemberg                                        | Stoccarda         |
| Città-stato                                 |                                                    |                   |
|                                             | Brema                                              |                   |
|                                             | Amburgo                                            |                   |
|                                             | Lubecca                                            |                   |
| Stati scomparsi nel 1920 (Ducati ernestini) |                                                    |                   |
|                                             | Reuss                                              | Gera              |
|                                             | Sassonia-Altenburg (Sachsen-Altenburg)             | Altenburg         |
|                                             | Sassonia-Coburgo-Gotha (Sachsen-Gotha)             | Gotha             |
|                                             | Sassonia-Meiningen (Sachsen-Meiningen)             | Meiningen         |
|                                             | Sassonia-Weimar-Eisenach (Sachsen-Weimar-Eisenach) | Weimar            |
|                                             | Schwarzburg-Rudolstadt                             | Rudolstadt        |
|                                             | Schwarzburg-Sondershausen                          | Sondershausen     |

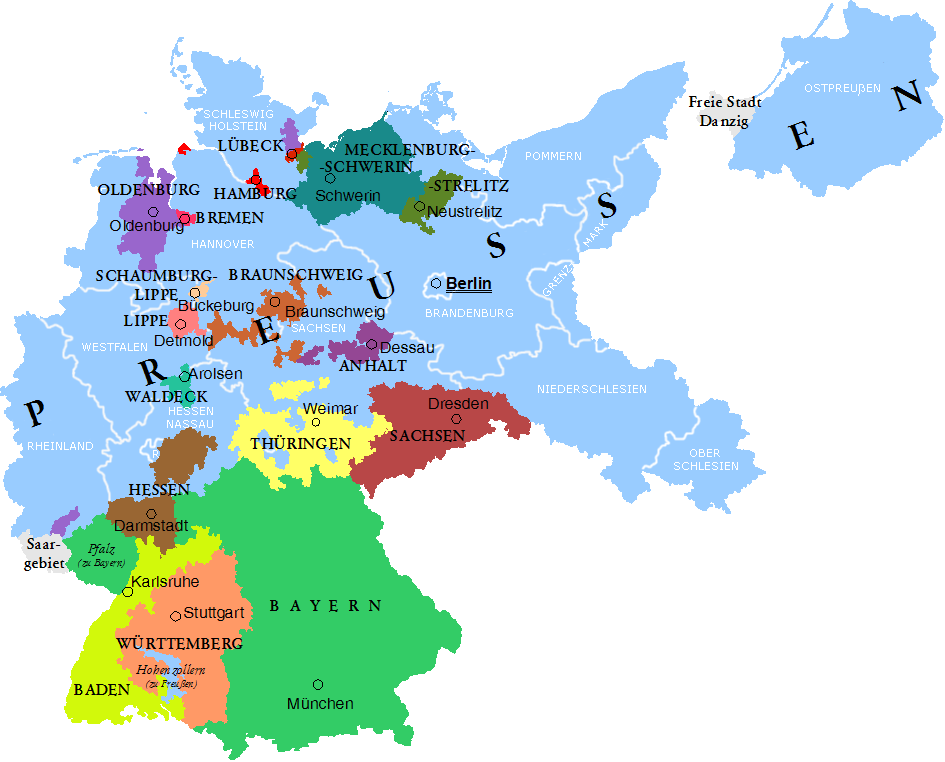
Stati della Repubblica di Weimar

Questi Stati vennero gradualmente eliminati sotto il regime nazista grazie al Gleichschaltung. Gli Stati vennero sostituiti con altre regioni, i Gaue. Tuttavia, mentre tutte le città stato della Repubblica di Weimar continuavano ad esistere, la Città libera di Lubecca fu incorporata nel Gau Prussia Orientale nel 1937 (probabilmente a causa dell'antipatia che aveva Hitler verso la città).